# Storkow (Mark)
Storkow (Mark), lågsorbiska: Štorkow (Marka), är en småstad i Tyskland, belägen i länet Landkreis Oder-Spree i förbundslandet Brandenburg.  Staden ligger omkring 60 km sydost om Berlin.  Storkows stadskommun bildades 2003 genom sammanslagning mellan Storkows stad och 14 andra kommuner i det tidigare kommunalförbundet Amt Storkow.
Storkow är den äldsta staden i området mellan floderna Dahme och Oder, grundad 1209, och har en gammal stadskärna med en restaurerad medeltida borg.

## Geografi
Storkow ligger i den västra delen av Landkreis Oder-Spree, vid sjön Grosser Storkower See.  Kommunen gränsar i väster till Landkreis Dahme-Spreewald.  Området är ett populärt resmål i regionen för cykel-, vandrings- och båtturism.

### Administrativ indelning

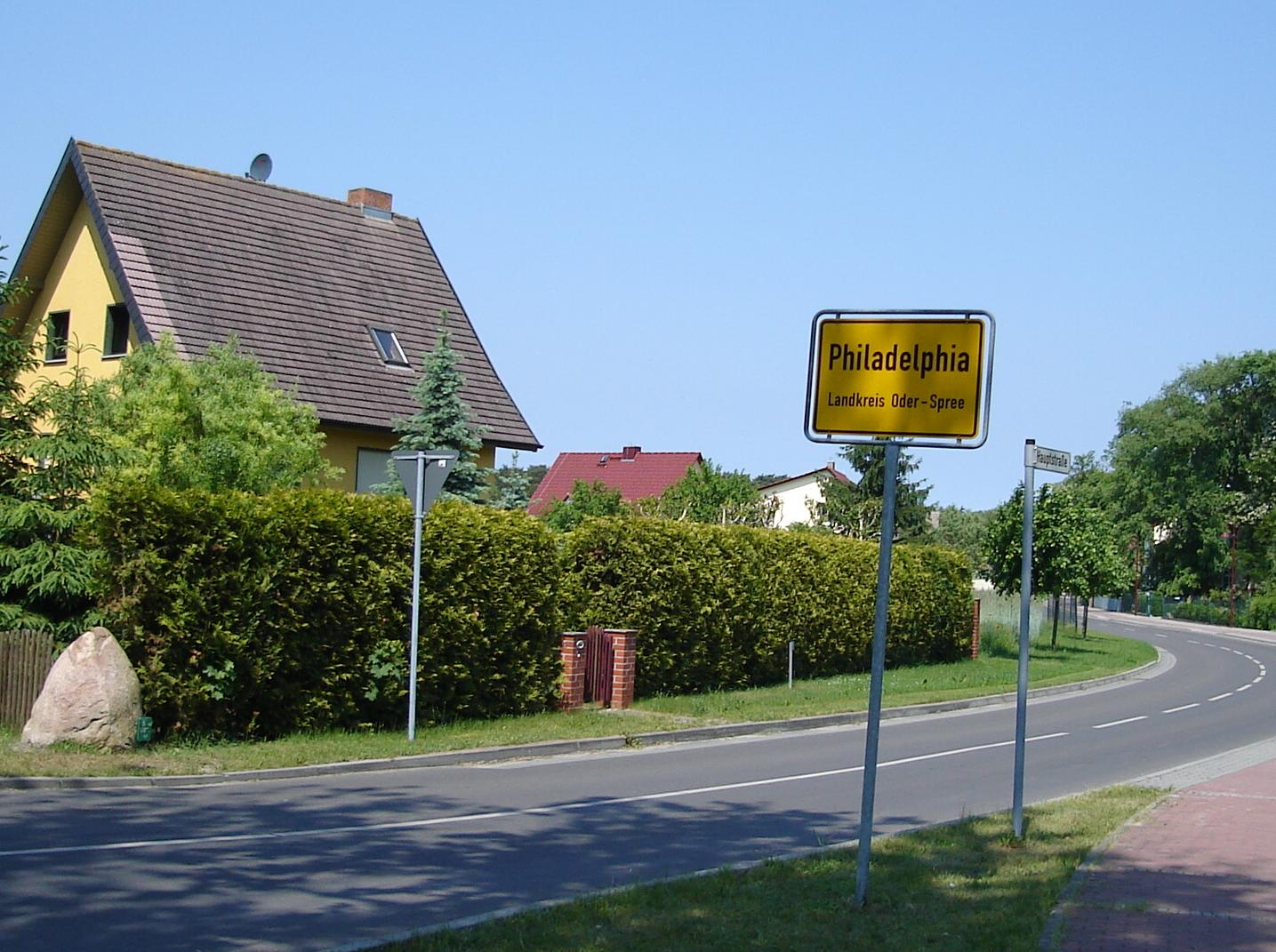
Infartsskylt vid stadsdelen Philadelphia.

Sedan år 2003 indelas stadskommunen Storkow (Mark) i
- centralorten Storkow

samt 14 ytterligare administrativa stadsdelar (Ortsteile) som tidigare utgjort självständiga kommuner:
- Alt Stahnsdorf (lågsorbiska Stańšojce)
- Bugk (Buk)
- Görsdorf (Górice)
- Gross Eichholz (Dubina)
- Gross Schauen (Sowje)
- Kehrigk (Keŕki)
- Klein Schauen (Małe Sowje)
- Kummersdorf (Komorow)
- Limsdorf (Limšojce)
- Philadelphia (Skopica)
- Rieplos (Rěpkow)
- Schwerin (Zwěrin)
- Selchow (Želchow)
- Wochowsee (Wochow)

## Historia

### Borglänet Storkow under medeltiden

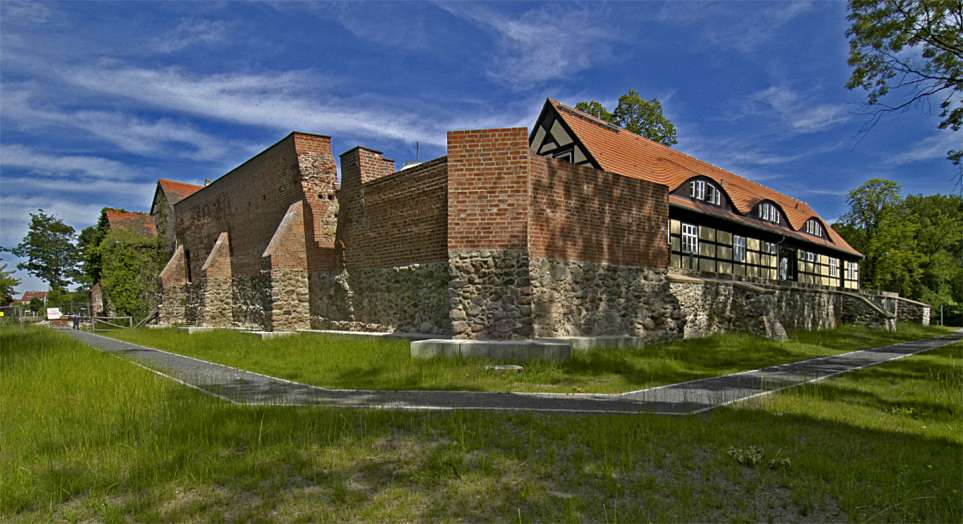
Burg Storkow

Som med många andra ortsnamn i området har namnet Storkow troligen ett västslaviskt ursprung, (från Sturkowe, väg genom sumpmark).  Associationen med fågeln stork (på tyska Storch, som förekommer på ortens vapensköld, är troligen av senare datum.
Markgreven av Lausitz, Konrad II av huset Wettin, gav staden stadsrättigheter 2 maj 1209, vilka bekräftades av den tysk-romerske kejsaren Otto IV 26 december samma år.  Staden är därmed den äldsta staden i den östra delen av dagens Brandenburg i området mellan floderna Dahme och Oder, äldre än de omgivande större städerna Berlin, Fürstenwalde och Frankfurt an der Oder.
Orten anlades vid en viktig handelsväg mellan Barnim och Lübben, som gick mellan en sumpmark och Storkower See.  På den strategiskt viktiga platsen uppfördes en borg.  Mellan 1202 och 1382 var adelssläkten von Strele länsherrar av Storkow och det närbelägna Beeskow.  Under denna tid sträckte sig Storkows borglän från Baruth in der Mark (söder om Berlin) i väster till Sternberg, dagens Torzym i Polen, i öster.
Efter att ätten von Strele utslocknat gavs Storkow i förläning till släkten von Bieberstein, som på grund av stora skulder satte staden i pant hos biskopsdömet Lebus.  1556, efter reformationen och den siste katolske biskopens död, gavs borgen i förläning till markgreven Johan den vise av Brandenburg-Küstrin. Därmed kom området permanent under huset Hohenzollerns kontroll och införlivades med Markgrevskapet Brandenburg efter att Brandenburg-Küstrin uppgått i Brandenburg.
Under trettioåriga kriget halverades stadens befolkning, till endast 200 personer.

### Industrialisering

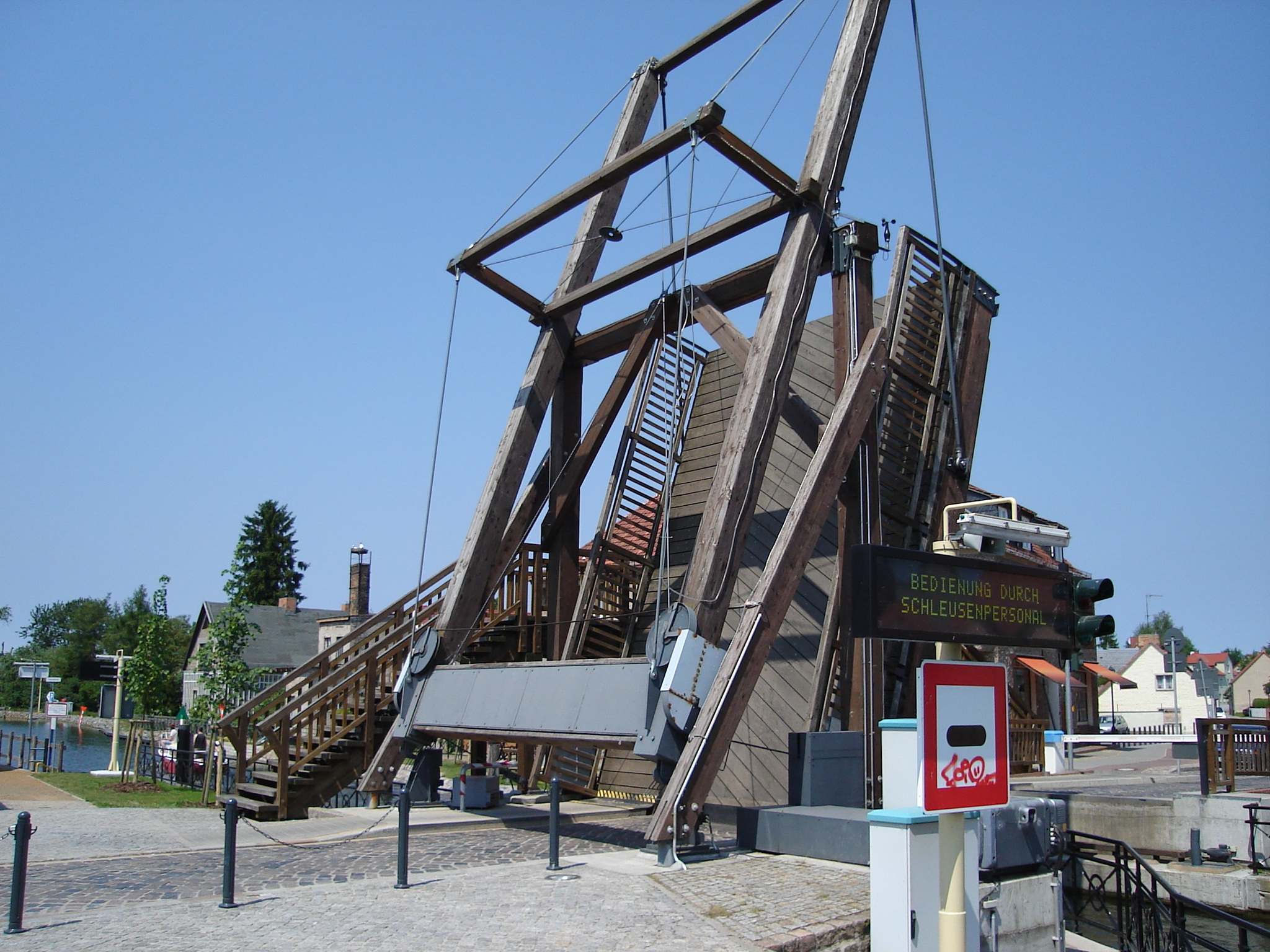
Klappbro över Storkowkanalen.

Åren 1745-46 färdigställdes Storkowkanalen, som sammanband orten med floden Dahme och därmed möjliggjorde vattentransport till Berlin. Under kungen Fredrik II av Preussens regeringstid slog sig 1748 nya hantverkare ner i staden, för att inrätta en vävar- och färgarindustri.
År 1898 fick staden en järnvägsstation på sträckan Königs Wusterhausen-Beeskow vilket gav den järnvägsförbindelse till Berlin och Frankfurt an der Oder.  Under början av 1900-talet var stadens industri bland annat inriktad på skotillverkning, geofysikalisk mätutrustning, möbeltillverkning och fågeluppfödning.

### Efter andra världskriget 1945-
Storkow var under DDR-epoken garnisonsstad och trupper från Nationale Volksarmee var stationerade i staden fram till Tysklands återförening.
1990 blev staden del av det nybildade förbundslandet Brandenburg och tillhör sedan förvaltningsreformen 1993 Landkreis Oder-Spree.

## Kultur och sevärdheter
Konserter anordnas regelbundet i stadens kyrka.  Stadens museum ligger i den nyligen renoverade borgen, som även används som evenemangsscen.

### Sevärdheter
- Stadens historiska centrum ligger vid nordvästra änden av Storkower See och utgörs av den gamla staden med små gränder omkring stadens torg.
- Burg Storkow, medeltida borg från mitten av 1100-talet, renoverad 2009.  I borgen inryms olika tillfälliga utställningar, stadens bibliotek och ett museicafé.
- Stadskyrkan från 1300-talet.
- En rekonstruerad klappbro över Storkowkanalen.
- Historisk smedja
- Storkows kvarn
- Ladugårdskvarter
- Jaktslottet Hubertushöhe, uppfört 1899/1900 för Friedrich Wilhelm Georg Büxenstein.
- Minnessten vid Springsee nära byn Limsdorf över paret Erich och Charlotte Garske, som avrättades av nazistregimen 1943 i Plötzenseefängelset. Minnesstenen utmärker sig genom att den restes redan 1944 och därmed innan Nazitysklands fall.
- Minnessten över sju polska krigsfångar vid orten Selchows kyrkogård.
- Minnesmärke över fascismens offer vid korsningen Ernst-Thälmann-Strasse - Berliner Strasse, rest 1950.
- Judiska kyrkogården, från 1700-talet.
- Didi Senfts Museum für Fahrradkuriositeten.

Stadens närområde är ett populärt naturutflyktsmål för boende i Berlin och Brandenburg, med många sjöar och skogar samt vandringsleder och ett omfattande cykelvägsnät.

## Kommunikationer

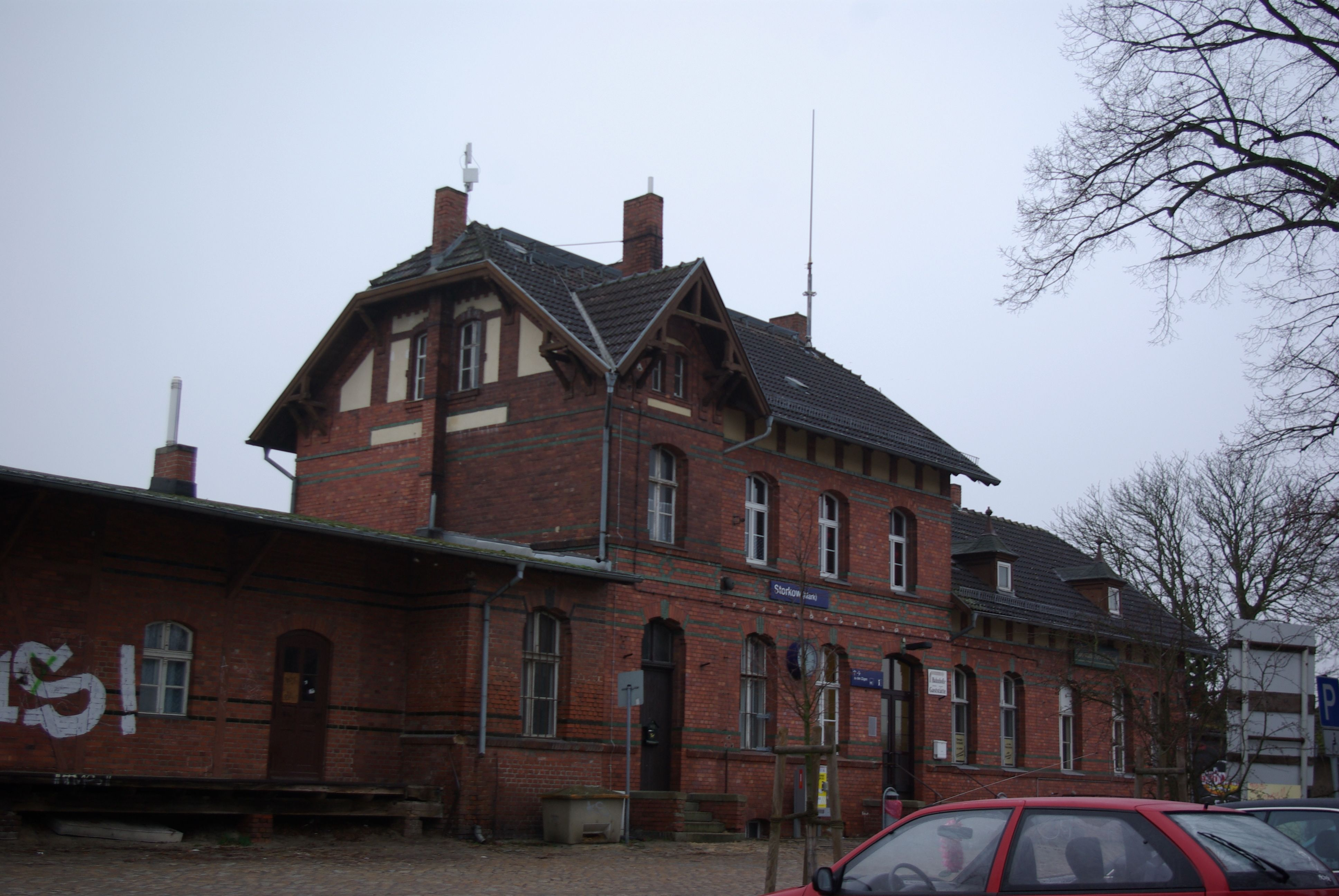
Storkows järnvägsstation

Motorvägen A 12 mellan Berlin och Frankfurt an der Oder passerar strax norr om staden vid avfarten Storkow.  Den federala landsvägen Bundesstrasse 246 genomkorsar orten i öst-västlig riktning.
Storkow har en järnvägsstation som trafikeras av regionaltågslinjen RB 36 i riktning mot  Berlin-Lichtenberg via Königs Wusterhausen och i andra riktningen mot Frankfurt an der Oder.

## Kända Storkowbor
- Helmut Panke (född 1946), företagsledare och fysiker, styrelseordförande för BMW 2002-2006.
- Didi Senft (född 1952), även känd som "El Diabolo", cykelsportentusiast, cykelkonstruktör och uppfinnare.

## Vänorter
Stadens officiella vänorter är:
- Opalenica, Polen (sedan 2003).
- Nowe Miasteczko, Polen (sedan 2005).

Dessutom ingår staden sedan 2001 i ett vänortsutbyte för europeiska städer med storkar i stadsvapnet, tillsammans med orterna:
- Busk, Ukraina.
- Dēmene, Lettland.
- Komárovce, Slovakien.
- Luka nad Jihlavou, Tjeckien.
- Ramygala, Litauen.
- Staicele, Lettland.
- Stolin, Vitryssland.